# Květoslava Stejskalová
Květoslava Stejskalová (* 22. června 1966 Náchod) je vědecká pracovnice pracující v Ústavu fyzikální chemie J. Heyrovského AV ČR. Pracuje na pozici tajemnice zástupce ředitele pro vzdělávání. Mimo jiné je také autorkou dokumentů a výukových videí přibližujících vědeckou profesi mladým zájemcům o studium přírodních věd. Organizuje studentské stáže, letní školy, popularizační přednášky, semináře, výstavy a další akce pro studenty, pedagogy i laickou veřejnost. Od července 2021 pracuje jako šéfredaktorka chemického časopisu (6 čísle ročně) Chemagazín.

## Život
Květoslava Stejskalová v roce 1989 úspěšně ukončila studium na Fakultě chemicko-inženýrské VŠCHT v Praze. Od roku 1989 pracuje v Ústavu fyzikální chemie J. Heyrovského AV ČR, kde v roce 1995 získala doktorát ve fyzikální chemii. Více než deset let se zabývala studiem heterogenních reakcí plyn-tuhá látka s výstupy do ochrany životního prostředí (metody odsiřování a odstraňování oxidů dusíku z odpadních plynů).
K současným každodenním pracovním činnostem Květoslavy Stejskalové patří rozsáhlá administrativa na pozici tajemnice zástupce ředitele v oblasti vzdělávání (např. příprava a zpracování dokumentů, zpráv, přehledů, statistik, jak pro Akademii věd České republiky, tak i pro kontrolní orgány (např. Ministerstvo školství mládeže a tělovýchovy, Rada města Prahy) a další instituce), podpora a pomoc vědeckým pracovníkům např. s přípravou projektů a grantů do různých soutěží je také nedílnou součástí její práce, editace webových stránek ústavních popularizačních projektů. Posledních více než 15 let se ve své práci velmi věnuje vzdělávání žáků a studentů všech typů škol a úrovní (ZŠ včetně MŠ, SŠ a VŠ) a propagaci výsledků vědy a výzkumu jak své mateřské instituce (Ústav fyzikální chemie J. Heyrovského AV ČR), tak vědy obecně. Její popularizační projekty a programy jsou zaměřeny rovněž na širokou veřejnost. 

### Projekty
- Projekt "Otevřená věda I" (2005-2007); navazující projekty "Otevřená věda" až do roku 2024.
- Tři nástroje akademické instituce, jejímž cílem je efektivní začlenění mladé generace do vědy a výzkumu: informace - stáž - prezentace.
- Projekty MŠMT v programu Podpora nadaných žáků ZŠ a SŠ, od roku 2016 (dosud řešeno 9 projektů, např. Letní nanoškoly aj.).
- Příprava odborníků pro 21. století - Moderní výukou přírodních věd k vyšší uplatnitelnosti absolventa na trhu práce.
- Projekty na Podporu vzdělanosti odbornosti studentů MSŠCH z Prahy 1 (POSPOLU aj.).

Popularizační programy:
- Chemické divadlo "Posviť si citronem na duhu" ÚFCH JH (určeno pro MŠ a 1. stupeň ZŠ).[4]
- Cesta za Nobelovkou - sobotní kursy experimentování pro žáky ZŠ.
- Věda není nuda - mimoškolní kroužek ÚFCH JH, který učí děti ZŠ přírodním vědám pomocí experimentů a her.[5]

### Přednášky
- Moderní směry fyzikální chemie v ÚFCH JH, aneb přišel jsem, viděl jsem, vybádal jsem (seznámení s Ústavem fyzikální chemie J. Heyrovského a jeho současnou vědou).
- Jaroslav Heyrovský bádající, objevující.[6] (seznamuje s osobností J. Heyrovského a polarografií).
- Přednášky pro školy o chemii onine v programu AV ČR (2021) Pozvěte si vědce do výuky.

### Výstava
- Příběh Kapky (spoluautorka výstavy, jež pojednává o objevu českého vědce Jaroslava Heyrovského, oceněného v r.1959 Nobelovou cenou - polarografie a polarograf).[7]

## Citáty
„Nebyl to suchar, který sedí sám zavřený v šeru laboratoře. Pracoval v týmu a šlo mu o  to, aby každý měl prostor se rozvíjet. Měl noblesní anglický humor a dovedl kolegy pobavit, třeba hrou na klavír, což od mládí bravurně ovládal. Byl přísný na své okolí, ale hlavně sám na sebe.“
Květoslava Stejskalová
„S mladými je potřeba pracovat experimentálně. Chci-li si vychovat mladého nadšence, který jednou skončí v laboratoři, musím si s ním hrát, věnovat mu spoustu času, provokovat ho k otázkám a chtít po něm hledat řešení. Tito nadšenci mezi mladými lidmi jsou, a není jich málo, ale oni o tom často sami nevědí. Zapojování interaktivních vzdělávacích programů vědců z akademických ústavů do systému vzdělávání na SŠ a ZŠ má velký smysl a u nás v ústavu již pár let sklízíme ovoce v podobě mladých kolegů, kteří v laboratoři začínali třeba jako středoškolští stážisté.“
Květoslava Stejskalová

## Ocenění
2010 - České hlavičky 2010 - Zvláštní cena poroty za mimořádný přínos k popularizaci vědy mezi studenty.
2011 - Čestná medaile Vojtěcha Náprstka za zásluhy v popularizaci vědy.
2016 - SCIAP 2015 - cena za popularizaci (2. místo, v kategorii Ostatní projekty).
(Oceněn celoroční program vzdělávání a popularizace s názvem EXPERIMENTUJI, TEDY JSEM, který v roce 2015 zajistil 78 různých akcí/programů pro 11 915 zájemců; pod vedením Květoslavy Stejskalové se na programu podílelo ca 50 vědců, vědkyň a studujících ÚFCH JH.)